# Ninjago: Pilotfolgen
Die Pilotfolgen (im Original Pilot episodes) sind der Auftakt zur computeranimierten Fernsehserie Ninjago: Meister des Spinjitzu. Die Serie wurde von Michael Hegner und Tommy Andreasen entwickelt. Sie konzentriert sich auf die Abenteuer der vier Ninja, die in der fiktiven Welt von Ninjago gegen die Mächte des Bösen kämpfen.

## Produktion
| Figur         | Originalsprecher    | Deutscher Sprecher   |
| Protagonisten | Protagonisten       | Protagonisten        |
| ------------- | ------------------- | -------------------- |
| Kai           | Vincent Tong        | Wanja Gerick         |
| Jay           | Michael Adamthwaite | Tobias Nath          |
| Zane          | Brent Miller        | Robin Kahnmeyer      |
| Cole          | Kirby Morrow        | Marcel Collé         |
| Nya           | Kelly Metzger       | Magdalena Turba      |
| Sensei Wu     | Paul Dobson         | Eberhard Prüter      |
| Antagonisten  |                     |                      |
| Lord Garmadon | Mark Oliver         | Klaus-Dieter Klebsch |
| Samukai       | Michael Kopsa       | Uli Krohm            |
| Kruncha       | Brian Drummond      | Jürgen Kluckert      |
| Nuckal        | Brian Drummond      | Bernhard Völger      |

Die Serie wurde bis zur zehnten Staffel von WilFilm ApS animiert.

## Handlung
Lange bevor die Zeit einen Namen hatte, wurde Ninjago vom Ersten Spinjitzu-Meister gegründet, indem er die vier Waffen des Spinjitzu benutzte. Als der Meister starb, schworen seine zwei Söhne, sie für immer zu beschützen, aber der Ältere von beiden war von Finsternis erfüllt und wollte sie an sich reißen, um Ninjago nach seinen Vorstellungen neu zu erschaffen. Ein Kampf zwischen den Brüdern brach aus, der Ältere wurde besiegt und in die Unterwelt verbannt. Der Frieden war wieder hergestellt und der jüngere Bruder versteckte die Waffen, aber da er das unermütliche Streben seines Bruders nach Macht kannte, setzte er einen Wächter ein, um sie zu beschützen. Sensei Wu fand vier heranwachsende Ninja, um die Goldenen Waffen zu finden und Ninjago vor Garmadon und seiner Skelett-Armee zu retten.

## Episoden
| Nr. (ges.) | Nr. (St.) | Deutscher Titel         | Originaltitel    | Regie                          | Drehbuch                    | Premiere USA  | Dt. Premiere D |
| ---------- | --------- | ----------------------- | ---------------- | ------------------------------ | --------------------------- | ------------- | -------------- |
| –          | 1         | Die Legende von Ninjago | Way of the Ninja | Michael Hegner & Justin Murphy | Dan Hageman & Kevin Hageman | 14. Jan. 2011 | 23. Jan. 2011  |
| –          | 2         | König der Schatten      | King of Shadows  | Michael Hegner & Justin Murphy | Dan Hageman & Kevin Hageman | 14. Jan. 2011 | 23. Jan. 2011  |

## Kurzfilme
2011 erschienen sechs 3-minütige Kurzfilme auf YouTube, die auf die Pilotfolgen folgen unter den Titeln Die Geheimnisse der Schmiede, Der Flug des Ninja-Drachen, Die neuen Meister des Spinjitzu, Machtübernahme in der Unterwelt, Rückkehr zum Feuertempel und Der Kampf zwischen Brüdern. Die deutsche Fassung von Rückkehr zum Feuertempel wurde jedoch unerklärt wieder heruntergenommen.